# Цирник (Мирна)
Цирник (словен. Cirnik) — поселення в общині Мирна, регіон Південно-Східна Словенія, Словенія.